# 이원주
이원주(영어: Lee Wonju, 1962년 ~ )은 중랑소방서장, 강동소방서장을 역임한 대한민국의 여성 소방공무원이다.

## 생애
1982년 서울특별시에서 최초로 실시한 여성 소방공무원 공채 시험에 합격하여 석명희와 함께 1982년 6월 21일 지방소방사로 임용되었다. 강남소방서 예방과 건축허가 담당이 첫 보직이였다. 동대문소방서 위험물안전팀장, 노원소방서 행정팀장 등을 거쳐 2013년 7월 소방령으로 승진하여 서울소방재난본부 감사팀장으로 부임하였고, 2018년 1월 1일 지방소방정으로 승진하여 서울특별시 소방학교 교육지원과장으로 임명되었다. 서울특별시 여성 소방공무원 중 최초의 소방위, 소방경, 소방령, 소방정 승진자이며 전국적으로 원미숙에 이어 두번째이다.

## 경력
- 서울특별시 소방재난본부 소방감사반 감사팀 팀장
- 서울특별시 노원소방서 행정팀 팀장
- 서울특별시 동대문소방서 위험물안전팀 팀장
- 서울특별시 강남소방서 홍보교육팀 팀장
- 서울특별시 강남소방서 위험물안전팀 팀장
- 서울특별시 강남소방서 예방팀 팀장
- 서울특별시 강남소방서 예방과장
- 서울특별시 소방학교 교육지원과장
- 서울특별시 중랑소방서장[18]

- 서울특별시 강동소방서장